# Pierre Demours
Pour les articles homonymes, voir Demours.
Ne doit pas être confondu avec Pierre Nemours.
Pierre Demours, né en 1702 à Marseille et mort en 1795, est un oculiste, traducteur et zoologiste français.

## Biographie
Demours est le fils d'un pharmacien de Marseille. On ne doit pas le confondre avec son fils, Antoine Pierre Demours, qui a également laissé son nom en médecine oculaire et dont l’œuvre reconnaît celle de son père.
Il étudie la médecine à Avignon puis à Paris, où il devient licencié. C'est à Avignon qu'il obtient son doctorat en médecine. Il retourne se perfectionner à Paris, où Duverney le prend comme assistant. À la mort de Duverney en 1730 il est choisi par Pierre Chirac pour lui succéder comme démonstrateur au Jardin du Roi. Mais quand Chirac meurt, on renverse beaucoup de ses attributions de poste, dont celle de Demours. Il songe à retourner à Avignon ; Antoine Petit le choisit alors comme assistant. Petit lui conseille de se consacrer au traitement des maladies des yeux, ce qui est déjà un centre d'intérêt pour Demours. Il y obtient bientôt un grand succès et enrichit de plusieurs découvertes la chirurgie oculaire.
En zoologie Demours est le premier à décrire et expliquer le mode de reproduction particulier du crapaud alyte accoucheur (Alytes obstetricans). Toutefois il ne vainc pas le scepticisme de ses contemporains et ce n'est qu'en 1872 qu'Arthur de l'Isle du Dréneuf fait revivre ses observations.
On lui doit de nombreuses traductions de l'anglais vers le français.
Demours meurt en 1795. Il était associé vétéran de l'Académie des sciences depuis 1769, membre de la Royal Society, oculiste du roi et garde du cabinet d'histoire naturelle du Jardin du Roi.

## Œuvres
| Domaine              | Titre | Année     | Étendue |
| -------------------- | --- | --------- | ------- |
| Traduction           | William Burdon, Le manuel du cavalier | 1737      | Livre   |
| Médecine             | Observations concernant l'histoire naturelle, et les maladies des yeux | 1740      | Livre   |
| Traduction Médecine  | Essais et observations de médecine de la Société d'Edinbourg : ouvrage […] augmenté par le traducteur d'observations concernant l'histoire naturelle, et les maladies des yeux (OCLC 1909981)                                                                                                  | 1740–1747 | Livre   |
| Zoologie             | « Observations sur le crapaud mâle accoucheur de la femelle » Histoire de l'Académie royale des sciences, hist. 28 | 1741      | Article |
| Médecine             | Sur la structure cellulaire du corps vitré | 1741      |         |
| Médecine             | Observations sur la cornée | 1741      |         |
| Traduction           | E. Hales, Description du ventilateur, par le moyen duquel on peut renouveler facilement et en grande quantité, l'air des mines, des prisons, des hôpitaux, des maisons de force, et des vaisseaux…, disponible sur e-rara : DOI 10.3931/e-rara-14066                                           | 1744      | Livre   |
| Traduction           | Henry Baker, Essai sur l'histoire naturelle du polype, insecte | 1744      |         |
| Traduction           | John Ranby, Méthode de traiter les plaies d'armes à feu… | 1745      |         |
| Compilation          | Table générale des matières contenues dans l'histoire et les mémoires de l'Académie royale des sciences, t. 5–9, sur Gallica | 1747-1786 | Livre   |
| Traduction           | Transactions philosophiques de la Société Royale de Londres. Années 1737 à 1746 | 1759–1761 |         |
| Traduction           | Essais et observations physiques et littéraires de la société d'Édimbourg | 1761      | Livre   |
| Controverse Descemet | Lettre à M. Petit, en réponse à sa critique d'un rapport sur une maladie de l’œil survenue après l'inoculation de la petite vérole, contenant de nouvelles observations sur la structure de l'œil et quelques remarques générales de pratique relatives aux maladies de cet organe sur Gallica | 1767      |         |
| Controverse Descemet | « Nouvelles réflexions sur la lame cartilagineuse de la cornée » | 1770      | Article |
| Zoologie             | « Observations au sujet de deux animaux dont le mâle accouche de la femelle », dans Histoire de l'Académie royale des sciences, p. 13–19 | 1778      | Article |

### Éponymie
- La membrane de Descemet est parfois appelée « membrane de Demours »[14].
- La rue Pierre-Demours dans le 17e arrondissement de Paris porte ce nom depuis 1932. Demours a été propriétaire d'une partie des terrains sur lesquels la rue a été tracée[15].